# أنجيلا روبنسون (ممثلة)
أنجيلا روبنسون (بالإنجليزية: Angela Robinson)‏ هي مغنية وممثلة أمريكية، ولدت في 7 سبتمبر 1963 في جاكسونفيل في الولايات المتحدة.

## وصلات خارجية
- أنجيلا روبنسون (ممثلة) على موقع IMDb (الإنجليزية)
- أنجيلا روبنسون (ممثلة) على موقع قاعدة بيانات الفيلم (الإنجليزية)